# 柏文蔚
柏 文蔚（はく ぶんい）は、清末民初の軍人・政治家・革命家。中国同盟会以来の革命派人士で、中国国民党でも要人となった。字は烈武。

## 事跡

### 清末の活動
1896年（光緒24年）、秀才となり、その後、安徽大学堂に入学した。1902年（光緒28年）、趙声と南京で強国会を組織し、反清を謀る。しかし事が洩れ失敗し、安徽省へ戻って安徽武備学堂に入学した。
1904年（光緒30年）、安徽公学の教員となる。1905年（光緒31年）、陳独秀らと岳王会を組織し、南京分会分会長となった。同年9月、南京第9鎮第17協第33標第2営管帯となっていた趙声の招聘に応じ、南京で同営前隊隊官となる。趙声が第33標標統となると、柏文蔚は第2営管帯となった。
1906年（光緒32年）、中国同盟会に加入した。この年の秋に、柏文蔚は同郷の孫毓筠と共謀し、両江総督端方を爆弾で暗殺しようと謀る。しかし失敗して東北へ逃れ、吉林省の胡殿甲が率いる吉強軍に逃げ込んだ。1907年（光緒33年）、呉禄貞が吉林省の辺境事務を担当すると、呉禄貞の推挙で柏文蔚は参謀となる。1908年（光緒34年）、呉禄貞が新軍第1鎮鎮統となると、柏文蔚はハルビン屯田営管帯に任命された。1910年（宣統2年）2月、奉天督練公所参謀に任命された。

### 辛亥革命、二次革命
1911年（宣統3年）夏、馮徳麟・藍天蔚らと東北での蜂起を計画した。しかし同年10月10日に武昌起義が勃発すると、柏文蔚は南へ戻り、南京攻略戦に参加した。同年11月、柏文蔚は寧軍第1軍統制を号している。
1912年（民国元年）1月に南京で中華民国臨時政府が成立すると、3月、柏文蔚の軍は浦口駐屯の中華民国第1軍となり、第1師（駐浦口）、第4師（駐安徽臨淮関）、第9師（駐徐州）を隷下に置いた。4月、柏文蔚は安徽省の政治的混乱を鎮圧するために、軍を率いて安徽省に入る。そして孫毓筠の後任として署理安徽都督兼民政長に任命された。7月、柏文蔚は正式に安徽都督に任命され、9月に陸軍中将位を授与された。柏文蔚は、安徽省の統治者として、アヘン禁止などの民政改革に取り組んでいる。
1913年（民国2年）5月、柏文蔚は湖南都督譚延闓、江西都督李烈鈞、広東都督胡漢民と連名で、袁世凱に対して善後大借款に反対する電報を打った。これにより6月、袁世凱は柏文蔚・李烈鈞・胡漢民の3都督を罷免し、あわせて軍を南進させた。7月、柏文蔚ら反袁派の都督は省の独立を宣言、挙兵した。これが二次革命（第二革命）である。しかし、まもなく反袁派は敗北し、柏文蔚は日本へ逃亡した。
1914年（民国3年）、中華革命党に入党する。1915年（民国4年）12月に護国戦争（第三革命）が勃発すると、柏文蔚は南洋で護国軍のために資金募集に従事した。1916年（民国5年）2月29日に帰国し、上海に到着した。

### 護法戦争以降
1918年（民国7年）10月、孫文が護法戦争を発動すると、柏文蔚はこれを支持し、靖国軍川鄂聯軍前敵総指揮に任命された。その後も孫文の下で軍職を歴任し、1921年（民国10年）5月、総統府顧問に任命される。1922年（民国11年）4月、長江上游招討使に任命された。1924年（民国13年）1月には北伐討賊軍第2軍軍長となり、この月には、中国国民党の中央執行委員にも選出されている。
孫文死後の1926年（民国15年）8月、国民革命軍第33軍軍長に任命され、安徽省各地を転戦した。1927年（民国16年）4月12日の、蔣介石による反共クーデターでは、柏文蔚はこれを非難する声明を発した。9月、寧漢合流後に、第33軍軍長を罷免され、国民政府委員に異動する。
1928年（民国17年）8月、柏文蔚は反蔣介石の立場から、中国国民党改組同志会に加わったが、11月までに国民党を除名されてしまう。1930年（民国19年）の反蔣各派による北平拡大会議でも常務委員として活動したが、蔣介石の前に敗北した。1931年（民国20年）、国民党に復籍している。その後は馮玉祥らと組んで、国共合作や対日抗戦を主張した。
1947年（民国36年）に引退し、同年4月26日に柏文蔚は上海で死去した。清貧な生活を維持し続け、困窮の中での病没であった。享年72（満70歳）。